# Charles Pearson
Charles Pearson (Londres, 4 d'octubre de 1793 - Wandsworth, 14 de setembre de 1862) va ser un advocat anglès de la Ciutat de Londres, era reformista i membre del Parlament per Lambeth. Va fer campanya contra la corrupció en la selecció de jurats, per a la reforma penal, per l'abolició de la pena capital, i del sufragi universal. Va utilitzar la seva influència com advocat de la ciutat per promoure millores al transport, en concret inicialment per a la creació d'una estació central a la ciutat i després per a la construcció d'un metro o ferrocarril subterrani que connectés la capital amb les estacions terminals del nord.